# Нокс (атолл)
Нокс (англ. Knox, марш. Ņadikdik [ɳˠɑɑ̯r̪ʲi͡ɯɡ(ɯ͡i)r̪ʲi͡ɯk]) — наиболее южный атолл в цепи Ратак (Маршалловы Острова). Он состоит из 18 островов, а также многочисленных время от времени появляющихся и исчезающих островков. Общая площадь атолла — 0,98 км², прилегающая лагуна, в значительной степени занесённая песком, также занимает 3,42 км².